# Álvaro Soler
Álvaro Soler, voluit Álvaro Tauchert Soler (Barcelona, 9 januari 1991), is een Spaans-Duits zanger.

## Biografie
Soler werd geboren als zoon van een Duits-Spaans koppel in Barcelona en werd tweetalig opgevoed. Op zijn tiende verhuisde hij met zijn ouders naar Japan. Hier verbleef hij tot zijn zeventiende. In Japan kreeg hij pianolessen. Na zijn terugkeer in Barcelona richtte hij samen met zijn broer Gregory Tauchert Soler en een vriend de indiepop-groep Urban Lights op. In 2015 ging hij solo verder onder de naam Álvaro Soler met het nummer El Mismo Sol. Dit nummer bereikte de eerste plaats in de Italiaanse hitlijsten en was de zomerhit van 2015. Ook in Nederland, Frankrijk en in de Ultratop 50 van België behaalde hij een hitnotering. In 2015 zong hij als gastartiest El Mismo Sol samen met Marthe De Pillecyn en Jindra van Schaijk tijdens de halve finale van het muziekprogramma K3 zoekt K3. In hetzelfde jaar zong hij ook de Engelstalige versie van El Mismo Sol, Under the Same Sun, samen met Jennifer Lopez op het iHeartRadio Music Festival op 19 september in Las Vegas, en samen vertolkten ze deze versie ook op de iHeartRadio Fiesta Latina op 7 november in Miami.
Op 15 april 2016 bracht Soler zijn single Sofia uit, die geproduceerd werd door RedOne. Dit nummer overtrof het succes van El Mismo Sol en bereikte de eerste plaats in de Vlaamse Ultratop. Het werd hiermee het eerste Spaanstalige lied in tien jaar dat de nummer één van de Ultratop bereikte. Soler bereikte met Sofia ook de eerste plaats van de hitlijsten in Italië, Zwitserland en Polen. Sofia werd een echte hit wereldwijd: op de mondiale iTunes-lijst bracht het nummer het tot de 26ste plaats, in 30 landen bereikte het de top 5 van iTunes en in 17 landen behaalde het de eerste positie van de iTunes-lijst. In het najaar van 2016 was Soler jurylid tijdens de tiende editie van de Italiaanse XFactor, waar hij ook fungeerde als coach voor de kandidaat Soul System, die de overwinning behaalde tijdens de finale.
In 2017 bracht Soler samen met de Colombiaanse groep Morat de single Yo contigo, tú conmigo uit, die door hen werd geschreven en opgenomen voor de soundtrack van Gru 3: Mi Villano Favorito, de Spaanse versie van de film Verschrikkelijke Ikke. Dat nummer deed het vooral goed in Italië en Spanje; in beide landen verwierf het platina.
Na het succes van El Mismo Sol en Sofia veroverde Soler in 2018 opnieuw de hitlijsten in Europa en Latijns-Amerika, ditmaal met La Cintura, de eerste single van zijn tweede studioalbum Mar de Colores, dat in september 2018 verscheen. La Cintura haalde de vijfde plaats in de rangschikking van meest gedownloade nummers op iTunes wereldwijd en kwam in de top 40 van Spotify. Op 25 oktober 2018 vertolkte Soler La Cintura samen met Flo Rida en Tini tijdens de uitreiking van de Latin American Music Awards in Los Angeles.
In 2019 haalde Soler opnieuw de top van de Europese hitlijsten met zijn singles Loca en La Libertad. Beide nummers maken deel uit van de tracklist van de hernieuwde editie van Mar de Colores, die in mei 2019 uitkwam. Het album werd voorgesteld tijdens Solers internationale Mar de Colores Tour 2019, die uit verschillende delen bestond, namelijk de Europese tournee in mei waarbij vele zalen uitverkocht raakten, de Duitse tournee in september en de Zuid-Amerikaanse tournee in december met concerten in Mexico, Colombia en Chili.
Soler maakt sinds 2021 deel uit van de jury van de kinderzangwedstrijd The Voice Kids op de Duitse televisie. In maart 2021 bracht Alvaro Soler het nummer Magia uit, de eerste single van het gelijknamige album Magia, dat op 9 juli 2021 verscheen. Hetzelfde jaar kwamen er nog twee andere singles uit, het nummer Mañana (met Cali y El Dandee) en Manila, een duet met de Amerikaanse zanger Ray Dalton dat geschreven is in twee talen, zowel Spaans als Engels. Daarnaast sprak Soler de stem in voor het personage Camilo Madrigal in de Italiaanse en Duitse versies van de Walt Disney-film Encanto.
Op 22 april 2022 verscheen de single Sólo Para Ti, een nummer dat hij opnam in samenwerking met de Kroatisch-Duitse dj en producer Topic. Het nummer bereikte veel succes in België en Nederland en maakte deel uit van zijn compilatiealbum The Best of 2015-2022, uitgebracht op 26 augustus 2022. In de herfst van 2022 ging hij op tournee door Europa met zijn 'Magia Tour', en daarna deed hij een kleine tournee van zeven akoestische optredens in Spanje, de zogenaamde 'En Tu Piel Tour'.
Op 5 mei 2023 kwam Muero uit, een nummer dat de tiende plaats van de Vlaamse Ultratop bereikte en dat in de zomer van 2023 door hem werd voorgesteld op Radio 2 Zomerhit en op Tien om te zien in Vlaanderen.

## Privéleven
Soler is sinds mei 2023 getrouwd.  In juli 2024 kreeg hij een dochter.

## Hitnoteringen

### Albums
| Album                 | Verschijnen      | Label      | Hitlijsten | Hitlijsten | Hitlijsten | Hitlijsten | Hitlijsten | Hitlijsten | Hitlijsten | Hitlijsten | Opmerkingen   |
| Album                 | Verschijnen      | Label      | BE (VL)    | BE (VL)    | BE (WA)    | BE (WA)    | NL         | NL         | DE         | FR         | Opmerkingen   |
| Album                 | Verschijnen      | Label      | Piek       | Weken      | Piek       | Weken      | Piek       | Weken      | Piek       | Piek       | Opmerkingen   |
| --------------------- | ---------------- | ---------- | ---------- | ---------- | ---------- | ---------- | ---------- | ---------- | ---------- | ---------- | ------------- |
| Eterno Agosto         | 26 juni 2015     | Airforce 1 | 38         | 58         | —          | —          | 36         | 1          | 5          | 79         | Studioalbum   |
| Mar de Colores        | 7 september 2018 | Airforce 1 | 26         | 9          | 167        | 3          | 81         | 1          | 8          | 86         | Studioalbum   |
| Magia                 | 9 juli 2021      | Airforce 1 | 67         | 1          | —          | —          | —          | —          | 3          | —          | Studioalbum   |
| The Best of 2015–2022 | 26 augustus 2022 | Airforce 1 | —          | —          | —          | —          | —          | —          | 10         | —          | Verzamelalbum |

### Singles
| Lied                          | Verschijnen      | Album                              | Hitlijsten | Hitlijsten | Hitlijsten | Hitlijsten | Hitlijsten  | Hitlijsten  | Hitlijsten   | Hitlijsten   | Hitlijsten | Hitlijsten | Opmerkingen                               |
| Lied                          | Verschijnen      | Album                              | BE (VL)    | BE (VL)    | BE (WA)    | BE (WA)    | NL (Top 40) | NL (Top 40) | NL (Top 100) | NL (Top 100) | DE         | FR         | Opmerkingen                               |
| Lied                          | Verschijnen      | Album                              | Piek       | Weken      | Piek       | Weken      | Piek        | Weken       | Piek         | Weken        | Piek       | Piek       | Opmerkingen                               |
| ----------------------------- | ---------------- | ---------------------------------- | ---------- | ---------- | ---------- | ---------- | ----------- | ----------- | ------------ | ------------ | ---------- | ---------- | ----------------------------------------- |
| El Mismo Sol                  | 24 april 2015    | Eterno Agosto                      | 8          | 22         | 9          | 12         | 12          | 16          | 16           | 20           | 20         | 31         | Alarmschijf / Goud in Nederland en België |
| Agosto                        | 2 november 2015  | Eterno Agosto                      | tip54      | —          | —          | —          | —           | —           | —            | —            | —          | —          |                                           |
| Sofia                         | 15 april 2016    | Eterno Agosto                      | 1 (1 wk)   | 19         | 16         | 10         | 11          | 18          | 19           | 19           | 23         | 9          | Platina in Nederland en België            |
| Animal                        | 10 februari 2017 | Eterno Agosto                      | tip22      | —          | tip25      | —          | —           | —           | —            | —            | —          | —          |                                           |
| La Cintura                    | 29 maart 2018    | Mar de Colores                     | 3          | 23         | 3          | 21         | 7           | 16          | 22           | 14           | 7          | 82         | Goud in België                            |
| Loca                          | 25 januari 2019  | Mar de Colores (Versión Extendida) | 21         | 18         | —          | —          | 16          | 13          | 57           | 9            | —          | —          | Goud in Nederland                         |
| La Libertad                   | 10 mei 2019      | Mar de Colores (Versión Extendida) | 28         | 12         | 28         | 6          | tip9        | —           | —            | —            | 62         | —          |                                           |
| Magia                         | 5 maart 2021     | Magia                              | 18         | 16         | 12         | 11         | —           | —           | —            | —            | 28         | —          |                                           |
| Mañana (met Cali y El Dandee) | 2 juli 2021      | Magia                              | —          | —          | —          | —          | tip15       | —           | —            | —            | 98         | —          |                                           |
| Manila (met Ray Dalton)       | 15 oktober 2021  | —                                  | —          | —          | —          | —          | —           | —           | —            | —            | 23         | —          |                                           |
| Sólo Para Ti (met Topic)      | 22 april 2022    | —                                  | 6          | 23         | 15         | 17         | 13          | 15          | 62           | 12           | 57         | —          |                                           |
| Muero                         | 5 mei 2023       | —                                  | 10         | 11*        | —          | —          | —           | —           | —            | —            | —          | —          |                                           |